# Severní Karélie
Severní Karélie je jedna z 19 finských provincií. Nachází se na východě státu na hranicích s Ruskem. Sousedí s provenciemi Jižní Karélie, Jižní Savo, Severní Savo a Kainuu. Správním střediskem je město Joensuu. Nejvyšším bodem regionu je Koli o nadmořské výšce 347 m n. m. Stejně jako další finské provincie, má i Severní Karélie určené své symboly z ptačí říše, flóry, ryb a hornin. Jsou jimi kukačka obecná, růže jehličkovitá, losos obecný a mastek.

## Obce
V roce 2021 provincie sestávala ze 3 okresů (finsky seutukunta) a 13 obcí (finsky kunta). V následujícím seznamu jsou města napsána tučným písmem.
- Heinävesi
- Ilomantsi
- Joensuu
- Juuka
- Kontiolahti
- Liperi
- Outokumpu
- Polvijärvi
- Kitee
- Tohmajärvi
- Rääkkylä
- Lieksa
- Nurmes